# Mariana Caluschi
Mariana Caluschi (n. 2 august 1946, Rădeni, comuna Frumușica, județul Botoșani – d. 24 martie 2016, Iași) a fost un psiholog român, profesor universitar doctor la Universitatea „Petre Andrei” din Iași, decan al Facultății de Psihologie din anul 2000. A fost profesor asociat la Facultatea de Psihologie și Științe ale Educației și la Facultatea de Filosofie și Științe Social-Politice din cadrul Universității „Alexandru Ioan Cuza” din Iași, precum și cercetător științific în cadrul Academiei Române, Filiala Iași. Este cunoscută ca unul dintre cei mai buni practicieni în domeniul psihologiei creativității.

## BIOGRAFIE

### Activitate didactică
Mariana Caluschi și-a început cariera profesională în anul 1969 ca psiholog școlar și consilier de orientare școlară și profesională la Liceul nr. 4 din Brașov, unde a activat până în anul 1973. În perioada 1986 – 1989 a devenit lector asociat la Facultatea de Istorie - Filosofie, Catedra de Psihologie -Pedagogie, Universitatea „Alexandru Ioan Cuza” din Iași, activitate pe care o continuă și în perioadele de reorganizare a facultății. Astfel, în perioada 1990 – 2000 este lector asociat al Facultății de Psihologie și Științe ale Educației. Din anul 1997 începe o colaborare intensă cu Facultatea de Psihologie și Asistență Socială a Universității „Petre Andrei” Iași. Din anul 2000, preia conducerea acestei facultăți, în calitate de decan. Este un moment important pentru Universitatea „Petre Andrei” din Iași care înregistrează din acest moment o creștere semnificativă a calității actului didactic și a ofertei educaționale în domeniul psihologiei și științelor educației. 

### Activitatea de cercetare
În perioada 1973 – 1989 Mariana Caluschi desfășoară o activitate intensă de cercetare în domeniul psihologiei la Centrul de Știinte Sociale al Academiei de Știinte Sociale și Politice- Filiala Iasi. Din 1975, Centrul a fost integrat Universității „Alexandru Ioan Cuza” Iasi. Din anul 1990 și până în 2000, Mariana Caluschi activează ca cercetător științific și șef al secției de Psihologie la Institutul de Știinte Socio-Umane, al Academiei Române - Filiala Iași.  O perioadă importantă în cariera profesională a Marianei Caluschi (1991-1996) o reprezintă activitatea de cercetare desfășurată în cadrul Institutului Național de Inventică Iași, unde a condus un colectiv de cercetare interdisciplinară – Psiho-pedagogia creației tehnice.
Dacă ar fi să dezvăluim o serie de elemente de background ale cercetării întreprinse de Mariana Caluschi ar trebui să amintim, pe scurt, cum a evoluat activitatea de cercetare a autoarei în domeniul creativității. Astfel, după o colaborare susținută cu cercetători ai Institutului de Științe Socio-Umane, Filiala Iași a Academiei Române (în prezent denumirea s-a schimbat în Institutul de Cercetări Economice și Sociale „Gh. Zane”), Mariana Caluschi publică o serie de articole pe tema creativității și elaborează în colaborare cu cercet. șt. pr. I, dr. Ana Stoica Constantin un Ghid practic de evaluare a creativității (2 volume, Universitatea „Alexandru Ioan Cuza” Iasi, 1989). În primăvara anului 1990, autoarea este solicitată de Televiziunea Română pentru a realiza în cadrul programului Teleșcoală, un curs de creativitate aplicativ. Astfel, s-a constituit un ciclu de emisiuni difuzate săptămânal. Acesta a fost un pas important în elaborarea programelor pentru grupurile creative de formare. Acest prim grup a fost alcătuit din elevi ai Liceului „Emil Racoviță” din Iași și s-a autointitulat Empatia. Următorii ani au fost tot mai fructuoși, autoarea organizând grupuri creative cu profesori, studenți, ingineri, pensionari. Colaborarea cu Institutul Național de Inventică îi conferă un spațiu larg de cercetare și de colaborare interdisciplinară. În cadrul acestui institut, elaborează împreună cu un colectiv de cercetători lucrarea Inventica și școala (în colaborare cu Ana Gugiuman, Rodica Luca, Dumitru Purțuc, Dorel Șulea, Editura BIT, 1994). Această lucrare descrie un program de predare a inventicii în școală și arată impactul acestui curs asupra elevilor din cadrul Colegiului Tehnologic „Dumitru Mangeron” din Iași. 
În această perioadă mentorizarea grupului creativ Mirabilis, format din studenți de la facultățile de psihologie, pedagogie și psihopedagogie, Universitatea „Alexandru Ioan Cuza”, s-a dovedit a fi de bun augur. Alături de antrenor, acest grup a contribuit la realizarea unei adevărate rețele de grupuri creative. Replicarea experimentului s-a realizat în mai multe orașe din țară (Iași, Timișoara, Pașcani, Bistrița, București), dar și la o serie de universități și școli din Republica Moldova (Chișinău, Bălți, Orhei, Cahul). Astfel, între anii 1993-1997, grupul devine școală de educație și psihoterapie prin creativitate, având substanțiale intervenții la numeroase conferințe și simpozioane naționale și internaționale. Așa cum reiese din bibliografiile realizate de membrii (pe atunci studenți, în prezent profesioniști în științele socio-umane) grupului creativ Mirabilis, aceștia au trăit o experiență care i-a îmbogățit emotional, cognitiv și spiritual. Dacă ne referim la o lucrare a reputatului psiholog ieșean Vasile Pavelcu, „metamorfozele lumii interioare” le-au simțit toți cei care au participat la reuniunile grupului creativ de formare. Aparent impersonalii subiecți s1, s2, s3… din graficele și tabelele cercetării, sunt personaje vii care nu pot uita că efectul Mirabilis există și oricând poate fi reactivat. Prin aceste cercetări se continuă o tradiție românească începută în deceniul patru al secolului XX, cu privire la diferite abordări ale creativității: cercetări despre individul superior dotat (Alexandru Roșca), în domeniul creativității artistice (Liviu Rusu), al filosofiei creației (Lucian Blaga) sau al creativității tehnice (Ștefan Odobleja). În ani ’60 ai aceluiași secol se dezvoltă o serie de cercetări sistematice în domeniul creativității (Alexandru Roșca), mai târziu în deceniile șapte, opt și nouă se afirmă cercetări ale creativității individuale și de grup (Mihaela Roco), cercetări referitoare la creativitatea elevilor (Mihai Bejat, Grigore Nicola, Aurora Perju Liiceanu, Ana Stoica), dar și cercetări în domeniul creativității tehnice (Vitalie Belousov, Mihaela Roco). După 1989, au fost realizate o serie de lucrări remarcabile care au contribuit la dezvoltarea școlii românești de creativitate. Parte dintre acestea au devenit bibliografie importantă la lucrările de specialitate: Vitalie Belousov, Manualul inventatorului, Editura tehnică, București, 1990; Inventica, Editura „Gh. Asachi”, Iași, 1992; Anca Munteanu, Introducere în creatologie, Editura Augusta, Timișoara, 1994; Ion Moraru, Știința și filosofia creației, Editura Didactică și Pedagogică, R.A., București, 1995; Mihaela Roco, Creativitatea și inteligența emoțională, Editura Polirom, Iași, 2001.

## OPERA
Prof. univ. dr. Mariana Caluschi, unul dintre cei mai cunoscuți psihologi și inventologi români, și-a dedicate cariera formării studenților prin cursurile susținute la diferite universități din țară și Republica Moldova și prin programe alternative de educație. A inițiat și dezvoltat colective de cercetare axate pe descoperirea de noi metode psihopedagogice, bazate pe stimularea creativității, teza sa de doctorat intitulându-se „Grupul creativ și impactul asupra personalității participanților”. 
Activitatea de inventolog i-a fost recunoscută atât la nivel național, cât și internațional, prin numeroase premii, ca medalia de Aur „Henry Coandă”, diploma „Inventica 2002”, diploma de Excelență în cadrul proiectului CEEX (Program Cercetare de Excelență) sau medalia de aur Inventica 2009 pentru programul  „Dezvoltare personală prin creativitate”.

### Grupul creativ de formare
Lucrările Grupul mic și creativitatea (Editura Cantes, Iași, 201) și Grupul creativ de formare. Experimente. Programe. Proiecte (Editura Cantes, Iași, 201), reflectă o parte din preocupările importante ale Marianei Caluschi cu privire la orientarea practică în mentorizarea unor grupuri creative. Depășind unele aprecieri locale potrivit cărora, în ceea ce privește grupul mic, nu au mai rămas prea multe de spus, Mariana Caluschi reușește să aducă în atenție noi valențe ale grupului cereativ. Pentru a fundamenta demersul științific de evoluție a grupului mic spre modelul de grup creativ de formare sunt evidențiate în cele două lucrări o serie de aspect teoretico-practice care denotă o amplă documentare. Sunt prezentate o serie de direcții și obiective în cercetarea grupului, metode de studiere a grupurilor, este analizată motivația și empatia (ca vectori ai personalității creative). Alături de metodele tradiționale de stimulare a creativității (brainstormingul, sinectica, Philips 6-6, metoda 6-3-5, metoda Panel etc.), autoarea aduce în atenție două metode originale și complexe: Confruntarea metaforică (utilizată pentru analiza calității soluțiilor generate în urma unor ședințe de generare de idei) și Maratonul creativ (metodologie complexă de rezolvare creatoare a problemelor și implicit de formare și psihoterapie prin creativitate). Mariana Caluschi propune și o analiză a tipologiei grupurilor destinate modificării comportamentului uman: grupul de sensibilizare și grupul de formare, grupul de întâlnire și grupul maraton, grupul mic cu rol terapeutic, precum și alte grupuri psihosociale destinate specialiștilor: grupul Balint, grupul „Think-Tank”, grupuri de loisir, grupul creator, grupul C.P.S. (Creative Problem Solving), grupul creativ adaptat. Descrierea și analiza grupului creativ este realizată nu numai din perspectivă teoretică, dar și din perspectivă practică, autoarea propunând numeroase sugestii pentru dezvoltarea unui posibil demers experimental. Autoarea definește noul concept – grup creativ de formare, ca reprezentând un grup mic format din 6-12 persoane care are ca scop stimularea, dezinhibarea, creșterea și manifestrea potențialului creativ prin însușirea metodologiei creativității. Acesta este un grup mic de creștere și evoluție umană în care formarea se face prin creativitate. Specific acestui tip de grup creativ este faptul că 80% din timp este consacrat antrenamentelor în tehnicile de creativitate și maximum 20% din timp este alocat îmbogățirii fondului informațional interdisciplinar. Acesta este unul dintre criteriile care deosebește grupul creativ de formare de grupul creativ descris de Mihaela Roco – un curs în care se pune accentul mai ales pe asimilarea unor cunoștințe de creativitate. Principalele obiective ale grupului creativ de formare se referă la stimularea, dezvoltarea și manifestarea potențialului creativ al participanților, la cultivarea motivației pentru creație în general și stimularea motivației pentru realizarea de sine prin creație, în special. Sunt vizate stimularea și dezvoltarea capacității empatice, însușirea de către membrii grupului a tehnicilor și metodelor de creativitate, formarea capacității de transfer a acestora în domenii variate. 
Lucrarea „Grupul creativ de formare” se adresează educatorilor, profesorilor, inginerilor, cercetătorilor în domeniul științelor socio-umane. Mariana Caluschi propune un model inovativ de cercetare a grupului creativ. Cercetarea experimentală vizează impactul activității în grupul creativ asupra personalității participanților și delimitarea efectului Mirabilis, specific grupului creativ propus de Mariana Caluschi. Analiza rezultatelor obținute în urma a două montaje experimentale  (studenți și ingineri) a relevant că activitatea în grupul creativ produce schimbări semnificative la nivelul motivației, empatiei și creativității. Aceste schimbări se referă la creșterea motivației intrinseci pentru realizarea de sine, dezvoltarea componentei afective și predictive a capacității empatice și a componentei intelectuale a creativității. La acestea se mai adaugă trezirea motivației de actualizare de sine și dezvoltarea atitudinii creative, aspect care conturează ceea ce autoarea a denumit sugestiv efectul Mirabilis. De altfel, Mirabilis este denumirea grupului experimental de cercetare format din studenți ai Universității „Alexandru Ioan Cuza” Iași, grup care a dezvoltat programe creative în diferite orașe ale țării și în Republica Moldova. Activitatea acestora a fost urmărită ulterior pentru confirmarea efectelor pozitive ale grupului creativ. Deosebit de utile pentru cei interesați de acest domeniu fascinant al psihologiei creativității sunt programele prezentate în acest volum: „Program pentru însușirea artei de a se pune în valoare”, „Program de antrenament al competențelor sociale”, „Program de antrenament pentru rezolvarea conflictelor prin creativitate”

### Modelul Brâncușian în predarea unor discipline de psihologie
Pe această dimensiune, a alegerii unui model pentru predarea unor discipline psihologice și realizarea obiectivelor cognitive și formative, Mariana Caluschi a propus un model explicativ pentru predarea istoriei psihologiei, psihologiei sociale, psihologiei personalității, psihologiei vârstelor etc. Deoarece istoria constituirii, afirmării și devenirii unei discipline științifice este un complex proces creativ, modelul propus a orientat investigația spre aria modelelor explicative ale creativității.
Întreaga creație a sculptorului Constantin Brâncuși pune în lumină o gândire creativă emergentă, generatoare de produse de maximă originalitate. Între acestea, Coloana fără sfârșit (Coloana Infinitului, Coloana Cerului sau Coloana Pomenirii Eroilor Gorjeni) exprimă concepția autorului despre om, relații dintre generații, existență, univers, creație, demers creator și, nu în ultimă instanță, un model al gândirii creatorului. Astfel, înaintea Școlii de la Buffalo care a elaborat un model pentru rezolvarea creatoare de probleme, Constantin Brâncuși oferă un model complex de formă romboidală octoedrică, al cărui prim element e tăiat la jumătate și crește parcă din pământ, iar elementul din vârf este tot o jumătate care se deschide către cer lăsând impresia că s-ar putea continua la infinit. Propunând și utilizând conceptul de gândire brâncușiană, Mariana Caluschi face referire la gândirea creatoare, constructivă, emergentă, generatoare de nou, ce unifică forțele telurice cu cele cosmice. Mariana Caluschi a considerat modelul Coloanei Infinitului un model explicativ pentru procesul creator pe care l-a denumit Model Brâncușian. Fiecare știință în devenirea sa este o coloană infinită ce sprijină cerul progresului umanității, iar fiecare om este un element al coloanei umanității.
Coloana constituirii, afirmării și devenrii psihologiei științifice este imaginea abstractă a evoluției psihologiei explicite din psihologia implicită, o fațetă a unui model generativ ce redă procesul constituirii psihologiei științifice ca proces creativ emergent. În predarea psihologiei după modelul Brâncușian, în afara normelor de didactică specifice elaborării și susținerii prelegerilor, Mariana Caluschi a propus următoarele principii:
1. delimitarea provocărilor – problemă ce a condus la apariția unor curente și forțe în psihologie;
2. reliefarea contribuțiilor și limitelor curentelor sau creațiilor individuale ale psihologilor;
3. evidențierea calităților gândirii creative, a fondatorilor de teorii, curente și școli, a sensibilității acestora la problemele de natură psihologică, a flexibilității în abordarea problemelor, a originalității manifestate în construirea și elaborarea metodelor de abordare și interpretare a problemelor sau în arhitectonica construcției teoretice;
4. surprinderea fazelor de divergență în afirmarea curentelor psihologice, teoriilor etc. și a momentelor de convergență, evaluare a limitelor și problemelor – provocări generatoare de noi direcții în dezvoltarea științei psihologice;
5. conturarea unei genograme a apariției, afirmării și diseminării marilor teorii, școli și curente, cu evidențierea contributorilor ce au perfecționat acele construcții teoretico-practice dând naștere la noi școli și curente (neofreudism, neogestaltism, neobehaviorism);
6. sublinierea contribuțiilor cu valoare de creativitate emergentă cum au fost contribuția lui W. Wundt, contribuția lui Sigmund Freud, sau J. Piaget etc.;

Corelat cu aceste principii, se evidențiază stilul creativ, strategia sau metoda de creativitate preferată de psihologi, mai ales în cazul autorilor de clasificări și tipologii (de exemplu, matricea de generare a tipurilor psihologice la C.G. Jung). Acest model de predare reliefează caracteristicile efortului creator al autorului și, unde sunt date, impactul operei, a produsului creativ, asupra personalității creatorului. În acest mod, Mariana Caluschi oferă studenților un model creativ, generator de înțelegere a științei psihologiei și un principiu de formare și autoformare ca viitori psihologi practicieni. Coloana fără sfârșit a științei psihologiei reamintește celor de azi, marii psihologi ai vremurilor trecute că prin coloana personalității și operei lor sprijină (ca și Coloana Infinitului) cerul… psihologiei contemporane. Model explicativ al existenței și creației, Coloana fără sfârșit a psihologiei sprijină cerul evoluției și progresului științei amintindu-ne că suntem datori cu recunoștință față de înaintași.

### Psihologul de familie
Mariana Caluschi a conceput și dezvoltat modelul psihologului de familie, l-a văzut în acțiune, l-a creat prin cursurile sale, l-a promovat cu perseverență și curaj prin Asociația Națională a Psihologilor de Familie din România încă din 2007. 

## LUCRĂRI PUBLICATE
1. Andrei Cosmovici și Mariana Caluschi, Adolescentul si timpul sau liber, Editura Junimea, Iasi, 1985.
2. Ana Stoica și Mariana Caluschi, Ghid practic de evaluare a creativitatii,  Iasi, 1989, Editura Universității "Alexandru Ioan Cuza" din Iasi
3. Mariana Caluschi, Ana Gugiuman, Rodica Luca, D. Purtuc și Dorel Sulea, Inventica și școala, Editura BIT, Iasi, 1994.
4. Larisa Stog și Mariana Caluschi (coordonatori), Studii si cercetari din domeniul știintelor psihopedagogice, Editura Universității "Alecu Russo", Bălți, 1996,
5. Larisa Stog și Mariana Caluschi (coordonatori) Domenii vitale pentru manifestarea competențelor psihosociale manageriale, Editura Universității "Alecu Russo", Bălți, 2000.
6. Mariana Caluschi, Grupul mic si creativitatea, Editura Cantes, Iasi, 2001
7. Mariana Caluschi, Grupul creativ de formare: experimente programe, proiecte. Editura Cantes, Iasi, 2001
8. Mariana Caluschi, Probleme de psihologie social (note de curs) Editura Cantes, Iasi, 2001
9. Caluschi, Mariana. (2002). Modelul Brâncușian în predarea psihologiei. În vol. X (pp. 34-46), Academia Română, filiala Cluj-Napoca,  Institutul de Istorie „George Bariț”, Departamentul de Cercetări Socio-Umane. Cluj Napoca: Editura Argonaut.
10. Mariana Caluschi, Oana Gavril, Liviu Măgurianu,  Managerul inventator – o nouă profesie? Editura Performantica, Iași, 2003 (lucrare distinsă cu Premiul Academiei Române „Constantin Rădulescu Motru”)
11. Caluschi, Mariana, Gavril-Jitaru, Oana, Șerban, Mihaela, Nechifor, Constantin și Urmă, Daniel, Comportamentul consumatorului de la tradiții la integrare europeană, Editura Performantica, Iași, 2007
12. Caluschi, Mariana (coordonator). Psihologul de familie – necesitate în spațiul românesc contemporan. Editura Performantica, 2008

## ACTIVITATE IN SOCIETĂȚI ȘTIINTIFICE ȘI CONSILII ȘTIINȚIFICE
- membru în Asociația Psihologilor din România
- membru în Asociația Oamenilor de Știință din România
- membru în Asociația Psihologilor din Banat
- membru fondator al Asociației Culturale Astra Despărțământul Mihail Kogălniceanu, Iași
- 1975 - 1989: membru al Consiliului știintific al Centrului de Științe Sociale Iași
- 1991 - 1996: membru al Consiliului științific al Institutului Național de Inventică
- 1990 - 2000 membru in Consiliul științific al Institutului de Științe Socio-Umane, Iași

## ORGANIZARE DE LABORATOARE ȘTIINȚIFICE
1969 - 1973: organizarea și susținerea activității Laboratorului de Orientare școlară și profesională în Liceul nr. 4 din Brașov;
1995 - 1996: pregătirea, organizarea si susținerea teoretico-metodologica a deschiderii și funcționării primei școli de inventică la Colegiul Politehnic din orașul Bălți, Republica Moldova, în colaborare cu grupul de investigatie psihologică „Psihodiagnostic” condus de conf.dr. Larisa Stog de la Universitatea de Stat „Alecu Russo” din Bălti, Republica Moldova și Colegiul Politehnic din orașul Bălți;
1999 - 2001: colaborator la proiectarea , organizarea și sustinerea activității Laboratorului de Psihologie Managerială aplicată al Universității de Stat „Alecu Russo”, din Bălți, Republica Moldova.